# Giga-Hertz-Preis
Der Giga-Hertz-Preis für elektronische Musik ist ein internationaler Musikpreis, der seit 2007 jährlich vom Zentrum für Kunst und Medientechnologie (ZKM) in Karlsruhe gemeinsam mit dem Freiburger Experimentalstudio des SWR verliehen wird. Er ist dem Physiker Heinrich Hertz (1857–1894) gewidmet, der Ende des 19. Jahrhunderts an der Karlsruher Technischen Universität lehrte und die Existenz der elektromagnetischen Wellen bewies.

## Verleihung
Mit dem Giga-Hertz-Preis werden Komponisten ausgezeichnet, die im Bereich der elektronischen und akusmatischen Musik arbeiten. Eine international besetzte Fachjury vergibt dazu jährlich einen Hauptpreis sowie vier Produktionspreise.
Mit dem Hauptpreis werden Lebenswerke bereits etablierter Komponisten ausgezeichnet. Er wird nicht öffentlich ausgeschrieben, sondern durch Vorschläge der Jurymitglieder ermittelt.
Die Produktionspreise dienen als Wettbewerbspreise der Initiierung und Förderung neuer Projekte und richten sich daher besonders an Nachwuchskomponisten. Der Hauptpreis ist mit 10.000 Euro, die Produktionspreise sind mit je 5.000 Euro dotiert.

## Preisträger
- 2007
  - Hauptpreis: Jonathan Harvey (1939–2012, England)
  - Produktionspreise: Mark Andre (* 1964, Frankreich), Daniel Mayer (* 1967, Österreich), Flo Menezes (* 1962, Brasilien), Vassos Nicolaou (* 1971, Zypern)
- 2008
  - Hauptpreis: Trevor Wishart (* 1946, Großbritannien)
  - Produktionspreise: Natasha Barrett (* 1972, Großbritannien), Dai Fujikura (* 1977, Japan), João Pedro Oliveira (* 1959, Portugal) und Åke Parmerud (* 1953, Schweden).
- 2009
  - Hauptpreis: Jean-Claude Risset (1938–2016, Frankreich)
  - Produktionspreise: Kee Yong Chong (* 1971, Malaysia), Francisco Colasanto (* 1971, Argentinien), Panayiotis Kokoras (* 1974, Griechenland), Valerio Murat (* 1976, Italien)
- 2010
  - Hauptpreis: Gottfried Michael Koenig (1926–2021, Deutschland)
  - Produktionspreise: Dániel Péter Biró (* 1969, Ungarn), José Miguel Fernández (* 1973, Chile), Orestis Karamanlis (* 1978, Griechenland), Robert Normandeau (* 1955, Kanada)
  - Sonderpreis für technische Innovation: Jaime E. Oliver La Rosa (* 1979, Peru)
- 2011
  - Hauptpreis: Pierre Boulez[2] (1925–2016, Frankreich)
  - Produktionspreis: Horacio Vaggione (* 1943, Argentinien)
  - Förderpreise: Aaron Einbond (* 1978, USA), Eric Lyon (Irland), Benedikt Schiefer (* 1978, Deutschland), Madjid Tahriri (* 1981, Iran), Anthony Tan (Kanada), Andrea Vigani (Italien)
- 2012
  - Hauptpreise Emmanuel Nunes (1941–2012, Portugal), Pauline Oliveros (1932–2016, USA)
  - Produktionspreise: Lara Morciano, Brice Pauset, Valerio Sannicandro
  - Förderpreise: Douglas Henderson, Kumiko Ōmura
  - Giga-Hertz-Preis für Tanz und Medien: Myriam Gourfink und Kasper T. Toeplitz
  - Giga-Hertz-Preis für Sound Art: Ryoji Ikeda und Carsten Nicolai
- 2013
  - Hauptpreise: John Chowning, Francis Dhomont
  - Produktionspreise: Roque Rivas, Alexander Schubert, Ying Wang
  - Förderpreise: Daniel Blinkhorn, Leo Hofmann
  - Giga-Hertz-Preis für Sound Art, Hauptpreis: Pierre Henry
  - Giga-Hertz-Preis für Sound Art, Förderpreise: Anthony Elliott, Evelina Rajca
- 2014
  - Hauptpreis: Brian Eno
  - Produktionspreise: Giuliano Obici, Lula Romero, Vinyl-Terror & -Horror (Camilla Sörensen und Greta Christensen)
- 2015
  - keine Preisverleihung
- 2016
  - Hauptpreis: Curtis Roads
  - Produktionspreise: Elvira Garifzyanova, Huihui Cheng
  - Förderpreis („Honorary Mention“): Daniel Zea Gómez
- 2017
  - Hauptpreis: Laurie Anderson
  - Produktionspreise: Astral Colonels (Anthony Pateras, Valerio Tricoli), Maurilio Cacciatore, Hans Tutschku
- 2018
  - Hauptpreis: The Hub
  - Produktionspreise: GRAYCODE, jiiiiin (Taebok Cho und Jinhee Jung), Óscar Escudero
  - Sonderpreis: Martino Sarolli, lobende Erwähnung, David Bird
- 2019
  - Hauptpreis: Éliane Radigue
  - Produktionspreise: Artemi-Maria Gioti, Hongshuo Fan
  - Ehrenpreise: Panayiotis Kokoras, Otto Wanke
- 2020
  - Hauptpreis: Alvin Lucier
  - Produktionspreise: h0nh1m, Mark Pilkington
  - Ehrenpreise: Annie Rüfenacht, Sandra Schmid, Siamak Anvari
- 2021
  - Hauptpreis: Christina Kubisch
  - Produktionspreise: Yvette Janine Jackson, André Damião
  - Ehrenpreise: Maja S. K. Ratkje, Viola Yip und Mendi + Keith Obadike
- 2022
  - Hauptpreis: Daniel Teruggi
  - Produktionspreise: Yu-Jung Chen, Peter Gahn
  - Förderpreis PopExperimental: Nyege Nyege
- 2023
  - Hauptpreis: Laurie Spiegel
  - Produktionspreise:  Lea Bertucci, Jessica Ekomaneo
  - Förderpreis PopExperimental: This Machine!